# The Rise and Fall of Ziggy Stardust and the Spiders from Mars
The Rise and Fall of Ziggy Stardust and the Spiders from Mars (nebo zkráceně Ziggy Stardust) je konceptuální album Davida Bowieho, vydané v roce 1972. Následující rok vyšel i stejnojmenný koncertní film.

## Seznam skladeb
| Strana 1 | Strana 1         | Strana 1 | Strana 1 |
| Pořadí   | Název            | Autor    | Délka    |
| -------- | ---------------- | -------- | -------- |
| 1.       | Five Years       | Bowie    | 4:44     |
| 2.       | Soul Love        | Bowie    | 3:33     |
| 3.       | Moonage Daydream | Bowie    | 4:35     |
| 4.       | Starman          | Bowie    | 4:13     |
| 5.       | It Ain't Easy    | Davies   | 3:00     |

| Strana 2 | Strana 2              | Strana 2 | Strana 2 |
| Pořadí   | Název                 | Autor    | Délka    |
| -------- | --------------------- | -------- | -------- |
| 6.       | Lady Stardust         | Bowie    | 3:20     |
| 7.       | Star                  | Bowie    | 2:50     |
| 8.       | Hang On to Yourself   | Bowie    | 2:40     |
| 9.       | Ziggy Stardust        | Bowie    | 3:13     |
| 10.      | Suffragette City      | Bowie    | 3:25     |
| 11.      | Rock 'n' Roll Suicide | Bowie    | 3:00     |

## Sestava
- David Bowie – zpěv, akustická kytara, saxofon, klavír, cembalo
- Mick Ronson – kytary, klavír, doprovodný zpěv
- Trevor Bolder – baskytara
- Mick Woodmansey – bicí
- Dana Gillespie – doprovodný zpěv
- Lindsay Scott – violin on 12